# Mil seiscientos ochenta y uno
Mil seiscientos ochenta y uno en notación decimal 1 681 es un número natural sucesor de 1 680 y antecesor de 1 682.

## Propiedades aritméticas
- Es un cuadrado próximo al número de Hardy-Ramunajan
- Es un número natural compuesto, pero que tiene solamente un único divisor primo: 41.
- Como entero racional tiene dos factores primos: 41 y -41
- Es el cuadrado de la suma de los seis primeros primos racionales (2+3+5+7+11+13)2 = 1681
- Es un cuadrado perfecto, pues 1 681 = 412
- Sus dos primeras cifras forman un cuadrado: 16
- Sus dos últimas cifras también forman un cuadrado perfecto: 81[1]
- Es la suma de dos cuadrados 1 681 = 402 + 92. Por l tanto está en la terna pitagórica (9,40,41)[2]
- Tiene los divisores 1, 41 y 1 681.
- Como entero gaussiano puede factorizarse como (40+9i )×(40 - 9i))
- Es el cuadrado de la suma de dos cuadrados (42 + 52)2
- Es el cuadrado de la suma de tres cuadrados (42 + 42 +32)2
- Es la suma de cuatro cuadrados perfectos 162+202+ 202 + 252
- Usando cubos 113+73+23-13 = 1331+343+8-1 = 1 681
- Como suma de potencias de 2: 210 + 29+ 27+ 24+ 20
- Escritura en sistema duodecimal: 8B1d
- Notación en sistema vigesimal: 441v, cuadrado de 21v

## Entero gaussiano
1681, como entero gaussiano, tiene varias descomposiciones en factores que son números complejos.
- 1681 = (40 +9i) (40-9i) = (9+40i) (9-40i)
- 1681 = [(4+5i)(4-5i)]2
- 1681 = [(5+4i)(5-4i)]2
- 1681 = (4+5i)(4-5i)(5+4i)(5-4i)